# María Isolina Dabove
María Isolina Dabove (San Lorenzo, Argentina, 1966) es una investigadora argentina, especializada en Filosofía del derecho y Derecho de la vejez. Docente en las Universidades Nacionales de Buenos Aires, Rosario, prov. de Buenos Aires y Córdoba. En 1985 comienza su carrera académica y de investigadora científica en la Universidad Nacional de Rosario. Su principal línea de trabajo en filosofía del derecho es la teoría trialista del mundo jurídico, conocida como "Trialismo". Creó y dirigió el primer Centro de Investigaciones de Derecho de la Vejez en Hispanoamérica.

## Trayectoria
Investigadora principal del Consejo Nacional de Investigaciones Científicas y Técnicas. Doctora en Derechos Humanos 1998, Universidad Carlos III de Madrid y Postdoctora en Derecho 2009-2010, Universidad de Valladolid.
En 1994 coordinó el área de investigación en Derecho de la Vejez en la Universidad Nacional de Rosario, logrando en el año 2003 su transformación en el 1.er Centro de Investigaciones en el área, en la región hispanoamericana.
En el año 2015 creó el Seminario Permanente de Investigación en Derecho de la Vejez de la Universidad de Buenos Aires. En igual sentido, catedrática en la Universidad Nacional de Rosario desde 2005, Universidad de Buenos Aires desde 2012 y Universidad Nacional de Córdoba desde 2013.
Fundadora y directora de la Maestría en Derecho de la Vejez de la Universidad Nacional de Córdoba (2019), declarada de interés por el Honorable Senado de la Nación Argentina.
Integró la delegación oficial argentina ante OEA para la elaboración de la Convención Interamericana de Derechos de las Personas Mayores hasta su aprobación. Participa de la delegación oficial argentina ante la ONU para la elaboración de la Convención Internacional de Derechos de las Personas Mayores (OEWG), desde el año 2011.
Es miembro de la International Network for the Prevention of Elder Abuse (INPEA, Canadá, EE. UU.), de la Red LARNA del Oxford Institute of Ageing, de la International Guardianship Network (IGN, Berlín), del Comité internacional de los proyectos de investigación del Centro de Estudios sobre América Latina de la Universidad de Bolonia., y miembro del Advisory Group de la OMS en cuestiones de ancianidad.
Ha sido distinguida en el año 2012 por el Colegio de Abogados de Buenos Aires y por el Concejo Deliberante de la ciudad de Rosario, por su labor en la construcción del Derecho de la Vejez, como nueva especialidad jurídica.
Ha sido premiada en el año 2018 por su destacada labor en el ámbito del derecho y la salud por el Observatorio de Salud de la Facultad de Derecho de la Universidad de Buenos Aires. En el año 2019 reconocida como mujer destacada en el área de Salud por el Observatorio de Salud de la Facultad de Derecho de la Universidad de Buenos Aires. En el año 2019 distinguida como visitante ilustre por el Colegio de Abogados de Arequipa.

## Obras
- Derechos de los ancianos (2002)[13]
- Derecho y vulnerabilidad (2014)[13]
- Derechos humanos de las personas mayores. Acceso a la justicia y protección internacional (2017)[13]
- Derecho de la vejez. Fundamentos y alcances (2018)[13]
- Verdad, justicia y derecho (2020)[13]
- Historia de los derechos de las personas mayores (2021)[13]